# Гилл, Марикита
Марикита Гилл (англ. Mariquita Gill; 1861—1915) — американская художница.

## Биография
Родилась в 1861 году в Монтевидео.
Начала изучать искусство в Бостоне в 1880-х годах. Затем продолжила своё образование в Лиге студентов-художников Нью-Йорка.
В 1885 году Марикита переехала в Париж, где училась в Академии Жюлиана. К 1890-м годам она посетила выставку работ Клода Моне и впоследствии переехала в Живерни, где жила и работала.
В 1893 году художница выставляла свои работы во Дворце изящных искусств (ныне Музей науки и промышленности) на Всемирной выставке 1893 года в Чикаго. В 1897 году она вернулась в Америку и поселилась в Массачусетсе. Продолжала выставляться в Художественном институте Чикаго, Пенсильванской академии изящных искусств, Бостонском художественном клубе, Обществе искусств Копли и Обществе американских художников.
Умерла в 1915 году в Салеме, штат Массачусетс.
Работы Марикиты Гилл были включены в выставку 2018 года «Winter Reprieve: American Artists in Bermuda», прошедшей в галерее Hawthorne Fine Art.

Некоторые работы
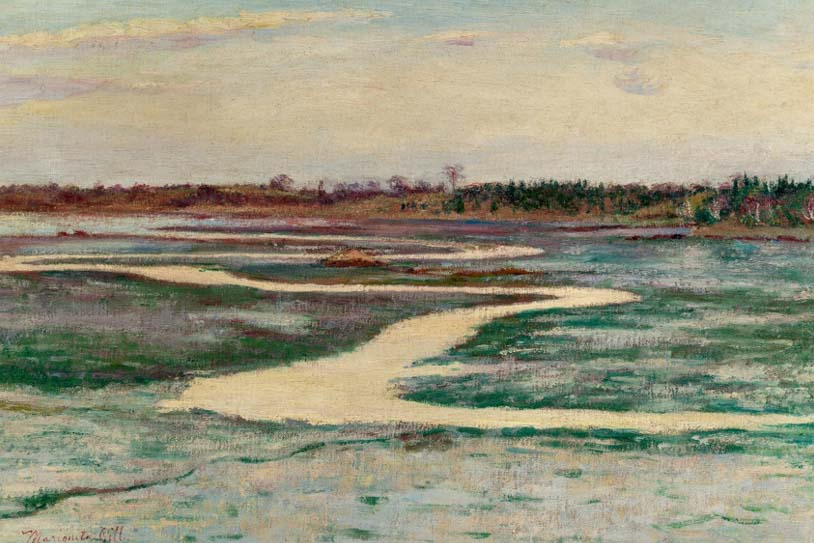
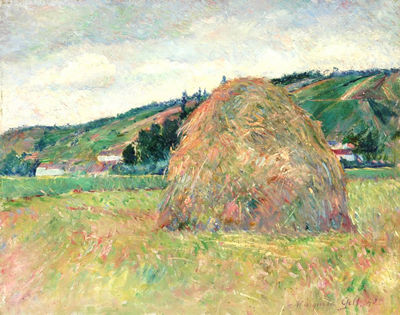
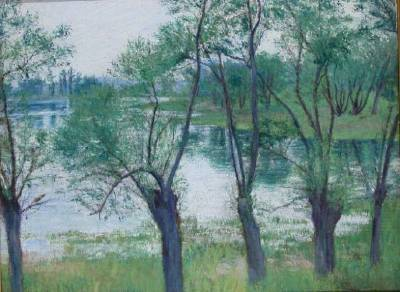